# 阿咪子故事绘
《阿咪子故事繪》是敖幼祥的漫画，是作者自己的自传式绘本，其中“阿咪子”除了是作者的小名也是上海话“最幼小”的意思。于2004年8月出版，也有多个别故事。